# Sutton-in-Craven
Sutton-in-Craven – wieś w Anglii, w hrabstwie North Yorkshire, w dystrykcie (unitary authority) North Yorkshire. Leży 60 km na zachód od miasta York i 292 km na północny zachód od Londynu.